# Darren Moore
Darren Mark Moore (Birmingham, 22 april 1974) is een Engels voetbalcoach en voormalig profvoetballer, die tevens de Jamaicaanse nationaliteit heeft. Hij speelde drie officiële interlands voor zijn tweede vaderland Jamaica.

## Spelerscarrière
Moore speelde als verdediger voor achtereenvolgens Torquay United, Doncaster Rovers, Bradford City, Portsmouth, West Bromwich Albion, Derby County, Barnsley en Burton Albion, voordat hij zijn actieve loopbaan beëindigde in 2012.

## Trainerscarrière

### West Bromwich Albion
West Bromwich Albion ontsloeg trainer-coach Alan Pardew op 2 april 2018. De club voelde zich daartoe gedwongen na acht nederlagen op rij in de Premier League (seizoen 2017/18). WBA had kort daarvoor in eigen huis verloren van Burnley en stond afgetekend op de laatste plaats. De club eindigde uiteindelijk ook als twintigste en laatste, en degradeerde naar de Football League Championship.
Pardew was pas sinds eind november in dienst bij WBA. Hij volgde destijds de ontslagen Tony Pulis op. Onder leiding van Pardew won de clubs slechts één wedstrijd in de Premier League. Moore werd eerste instantie aangewezen als zijn tijdelijke opvolger, maar presteerde opmerkelijk goed met de ploeg. Hoewel hij degradatie niet wist te voorkomen, won WBA onder zijn leiding onder meer van Manchester United en Newcastle United. Het leverde Moore in april zelfs de uitverkiezing op van Beste Manager van de Maand in de Premier League. De clubleiding besloot op 18 mei om hem definitief aan te stellen als hoofdcoach, met als opdracht een directe terugkeer naar de hoogste afdeling van het Engelse profvoetbal.
1 Palmer ·
2 Furlong ·
3 Holgate ·
4 Styles ·
5 Bartley ·
6 Ajayi ·
7 Wallace  ·
8 Molumby ·
9 Maja ·
10 Swift ·
11 Diangana ·
12 Dike ·
14 Heggem ·
17 Diakité ·
18 Grant ·
19 Dobbin ·
20 Račić ·
21 McNair ·
22 Johnston ·
23 Wildsmith ·
24 Frabotta ·
27 Mowatt ·
30 Cann ·
31 Fellows ·
44 Cole ·
Coach: Corberán